# کلگ پهلوان
کلگ پهلوان، روستایی در دهستان جالق بخش مرکزی شهرستان گلشن در استان سیستان و بلوچستان ایران است.

## جمعیت
بر پایه سرشماری عمومی نفوس و مسکن در سال ۱۳۹۵، جمعیت این روستا برابر با ۹۳ نفر (۱۸ خانوار) بوده‌است.